# 大敦煌
《大敦煌》从2004年4月开始拍摄，由陈家林执导，张锐编剧，并由五洲传播中心、中国国安文化传媒投资有限公司制作发行。
该剧主要以《菩萨说法图》为主线展开故事讲述了宋、清和民国三个时期的三段故事，片长46集，在甘肃省景泰县大水石爹复制敦煌景物拍摄。

## 演员及故事概述
主要演员：唐国强 陈好 巍子 翁虹 李建群 黄海冰 廖京生 石小满 夏凡

### 第一部
第一部由第一集到第十二集，主要讲述了北宋仁宗景祐年间，于阗被黑汗王朝灭国，于阗小公主梅朵在于阗僧人的护卫下逃往敦煌投奔姊姊珍娘，途中与一心独霸西域的西夏景宗李元昊相遇。

### 演员
- 唐国强 飾 李元昊
- 陈好 飾 梅朵
- 任天野 飾 野利旺荣
- 邓瑛 饰 珍娘
- 黄海冰 饰 方天佑
- 廖京生 饰 曹顺德

### 第二部
第二部由第十三集到第三十集，主要讲述了清末，工部主事秦文明奉旨前往敦煌征玉，离奇失踪，死不见尸。恋人春霞也因此变疯。秦文明的孪生兄弟秦文玉奔赴敦煌寻兄，却陷入了一场云谲波诡的阴谋之中。

### 演员
- 尚天瞳 饰演 红莲
- 万弘杰 饰演 秦文玉
- 陶飞霏 饰演 春霞
- 石小满 饰演 姜孝慈

### 第三部
第三部由第三十一集到四十六集，主要讲述西元1936年(民國25年)，抗战全面爆发前的一年。旅法画家梁墨琰偕妻子，雕刻家苏清平踏上了圆梦敦煌的漫漫西行之路。这条路却跟他们想的完全不同。

### 演员
- 巍子 饰演 梁墨琰
- 翁虹 饰演 红柳
- 夏凡 饰演 千叶三郎
- 达尼亚 饰演 约翰
- 马合木提 饰演 贝克
- 李建群 饰演 苏清平
- 马静

## 音乐
- 孙楠《敦煌日月》
- 刀郎《大敦煌》

## 节目变迁
| 中国中央电视台综合频道 方圆剧场 週一至週日 20:00~22:00 | 中国中央电视台综合频道 方圆剧场 週一至週日 20:00~22:00 | 中国中央电视台综合频道 方圆剧场 週一至週日 20:00~22:00 |
| ------------------------------------------------------ | ------------------------------------------------------ | ------------------------------------------------------ |
|                                                        | 大敦煌 （2006.10.30 - 2006.11.25）                     |                                                        |
| 雄关漫道 （2006.10.17 - 2006.10.29）                   | 垂直打击 （2006.11.26 - 2006.12.7）                    |                                                        |